# Gran oscuridad (Quebec)

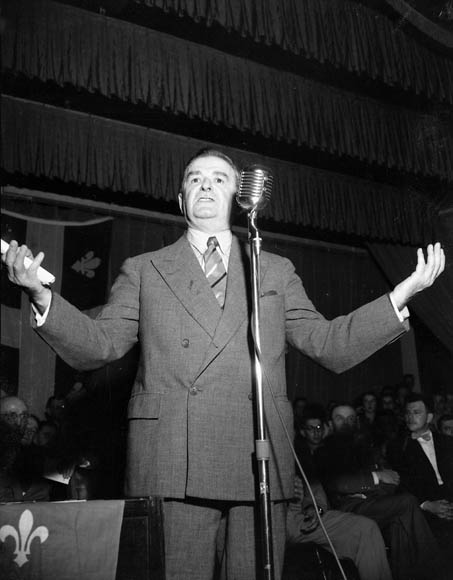
Maurice Duplessis, primer ministro de Quebec de 1936 a 1939 y de 1944 a 1959.

La Grande Noirceur (en español, la Gran Oscuridad, o el Período Negro) es una metáfora utilizada en Quebec para describir despectivamente el segundo mandato del primer ministro Maurice Duplessis, que se extendió durante cuatro legislaturas de 1944 a 1959. La expresión es comparable a la de los «años oscuros» y liga figurativamente la herencia de Duplessis al oscurantismo medieval. Su uso en la historiografía y en la cultura quebequesa comienza en los años 1960, después de la muerte de Duplessis, con el declive de su partido, la Unión Nacional. La idoneidad de la expresión ha sido puesta en duda desde entonces por historiadores y sociólogos.   
A menudo contrastada con la Revolución tranquila, la expresión «Grande Noirceur», que continúa siendo ampliamente empleada incluso en el lenguaje común, fue utilizada por los rivales políticos de Duplessis y los críticos de las políticas del gobierno Duplessis, englobando una crítica al liberalismo económico, al antisindicalismo y al monopolio de la Iglesia católica en el ámbito de la educación y de los servicios sociales.  

## Origen de la expresión

### Usos ulteriores

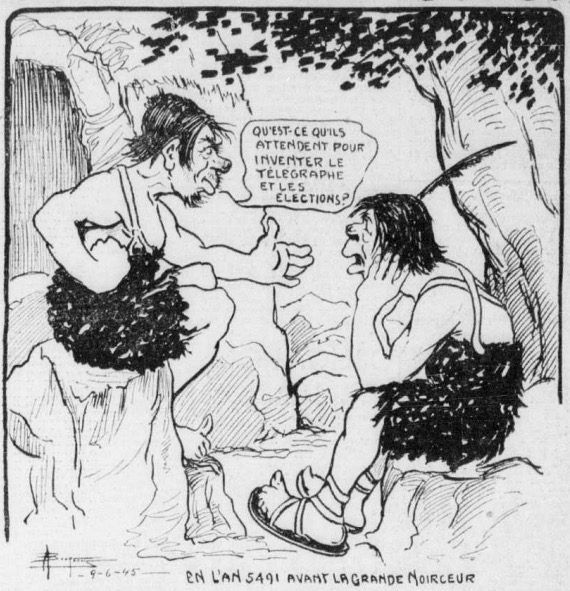
Caricatura de Albéric Burgués.

Uno de los primeros usos de la expresión Grande Noirceur se encuentra en una caricatura de Albéric Bourgeois sobre el fraude electoral, aparecida el 9 de junio de 1945 en el periódico La Presse, donde un hombre prehistórico le dice a otro: «¿A qué esperan para inventar el telégrafo y las elecciones?».  La leyenda del bajo menciona : «En el año 5491, antes del inicio de la Gran Oscuridad», donde las cifras 5491 son una inversión de 1945. Con respecto al telégrafo, se trata de una crítica a las prácticas políticas de Canadá de antes la Revolución tranquila.
La expresión figura por primera vez en los diarios de sesiones de la Asamblea nacional el 4 de marzo de 1960. Antonio Barrette, jefe de la Unión nacional, lo utiliza para atacar al ejecutivo liberal de Godbout (en el poder de 1939 a 1944), considerando que su debilidad en materia de autonomía provincial fue parte del «período negro liberal».

### En referencia al Quebec duplessista
Durante los años 1950, varios teóricos quebequeses de las ciencias sociales y personalidades públicas denunciaron el «retraso» del Quebec francófono en comparación a a las otras sociedades norteamericanas. Este «retraso» es atribuido principalmente a la reticencia del gobierno de Maurice Duplessis a poner en marcha los programas gubernamentales comunes en un Estado del Bienestar.
La elección del gobierno Jean Lesage en 1960 dio pie a la Revolución tranquila, una serie de reformas que refuerzan el rol de la provincia en sus competencias constitucionales como la educación y la salud. Este cambio mayor es interpretado como una ruptura en la historia de Quebec; la Revolución tranquila se interpreta como el punto de partida del Quebec moderno. Varios sociólogos quebequeses se inspiraron en los trabajos de la Escuela de Chicago sobre el paso de las sociedades rurales a las urbanas, como Jean-Charles Falardeau o Fernand Dumont de la Facultad de las ciencias sociales de la Universidad Laval. Estos sociólogos tienen a su vez una influencia sobre varios intelectuales, sobre todo los autores de la revista Cité Libre donde el uso de la expresión Grande Noirceur se populariza. A partir de ahí, el uso se vuelve común en la literatura y el cine quebequés.

## Fundamentos
La expresión Grande Noirceur fue utilizada para dibujar un retrato sombrío de Quebec durante el segundo mandato de Duplessis en contraste con el Quebec de la Revolución tranquila. El ejecutivo Duplessis fue descrito como un régimen oscurantista, autoritario y reaccionario, inspirado por una ideología clérico-nacionalista, sellando la alianza entre la Iglesia católica y el Estado quebequés. El historiador Leslie Roberts llegó a declarar en una biografía de Duplessis, publicada en 1963, que las políticas de la Unión nacional eran «totalitarias».
Los valores del duplessismo son eminentemente conservadores: tradición, familia, orden, autoridad y jerarquía.

### Duplessis, el Líder
Duplessis concebía la política como una actividad que, aunque afectara a sus creencias más profundas, debía reportarle beneficios en forma de poder o prestigio personal. 
A través de la creación de la bandera de Quebec o de la creación de un impuesto provincial sobre la renta, Lionel Groulx afirma en sus memorias que Duplessis demostró ante todo un gran olfato político, basado en el oportunismo calculador.
En una entrevista a Radio Canadá en diciembre de 1977, Georges-Émile Lapalme, líder del Partido liberal de Quebec de 1950 a 1958, describió a Duplessis como un hombre «que no admitía ninguna disidencia, incluso legal y autorizada» e interpretaba a su discreción los reglamentos parlamentarios.

### La Iglesia católica y la política social

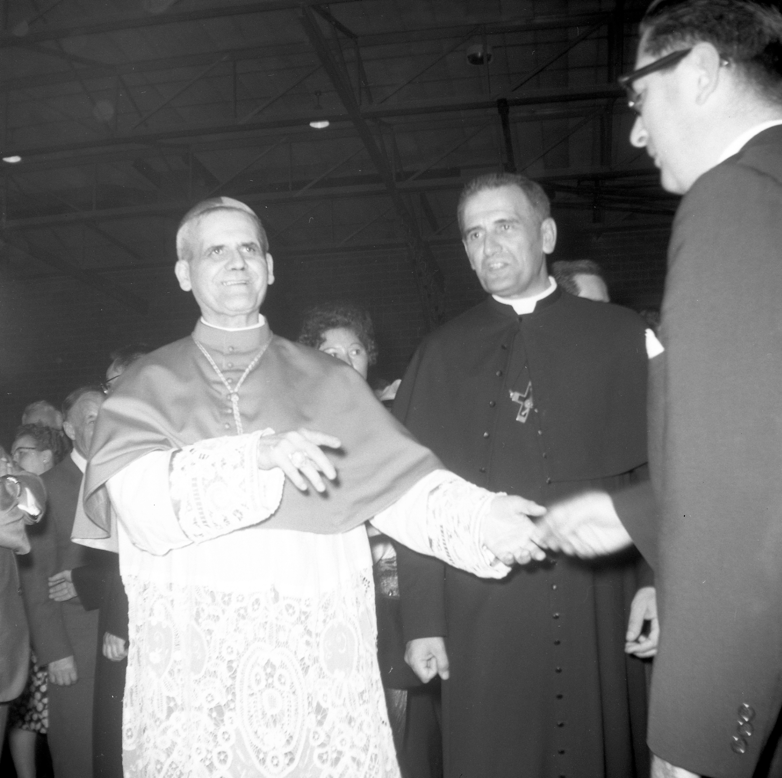
La alianza de Maurice Duplessis con el clero (aquí el cardenal Paul-Émile Léger en 1962) le aseguró una gran popularidad en las clases rurales.

Bajo el régimen de Duplessis, la regulación política de naturaleza autoritaria y disciplinaria favoreció al libre mercado y las instituciones privadas como la Iglesia católica.

### Clientelismo y fraude electoral
La longevidad del régimen de Duplessis se explica sobre todo por el carácter obsoleto del mapa electoral, que concedía a las zonas rurales una parte desproporcionada de la representación en relación con su población y constituía su base electoral. Asimismo, el clientelismo, en un contexto donde la prosperidad económica no había llegado al Quebec rural, habría jugado un papel determinante, asegurando recursos económicos para la expansión de los condados que se mantuvieran «en el lado correcto». Al respecto, Jean-Charles Falardeau habla de «la era del diputado-contratista-empresario-patrocinador-benefactor: el Estado del Bienestar a la antigua usanza.» A pesar de todo lo que se ha podido reprocharle al respecto, Duplessis simplemente continuó una práctica endémica en Quebec. 

### Liberalismo económico y antisindicalismo
Durante la Gran Oscuridad, el gobierno federal fue el único que nos protegió. Si Duplessis hubiera controlado el ejército, sólo Dios sabe la somanta que habríamos recibido durante [la huelga del] Amianto.
Jean Marchand, sindicalista y político

En 1966, el sociólogo Jean-Charles Falardeau habla del mandato de Duplessis como el «régimen [que] ostentó de forma más evidente que nunca la alianza con el capital estadounidense y quebequés y la cara más abusiva de la patronal estadounidense y quebequesa.» La política económica del gobierno Duplessis consistía sobre todo en conceder grandes ventajas a las compañías extranjeras para incitarlas a establecerse en Quebec .
El ejecutivo Duplessis animaba las compañías extranjeras a venir a explotar los recursos naturales de la provincia. Se posicionó contra los sindicatos y a través de diversas legislaciones anti-obreras, dotó de un apoyo continuado a las grandes compañías en su lucha contra los sindicatos. La oposición al régimen de Duplessis se manifestó a través de una serie de huelgas de entidad (amianto en 1949; Louiseville en 1952; Arvida y Murdochville en 1957) que, cada una a su manera, revelarán a la población a la vez las condiciones laborales de la clase obrera y el poder que ostentaban las compañías extranjeras en la provincia. Asimismo, Duplessis usa normas como la Ley del Candado para atacar al sindicalismo, que considera comunista, y a algunas formaciones de la policía provincial, para derrotar a los huelguistas.
La sindicalista Madeleine Engalanen ha descrito la «brutalidad» de Maurice Duplessis en el mundo de las relaciones laborales. Su gobierno no dudó en utilizar a la policía provincial para «romper» los conflictos colectivos y aprisionar a quienes apoyaban las reivindicaciones obreras.

## Críticas a la expresión
El sociólogo Gérard Bouchard describió en 2005 la Gran Oscuridad como un " mito degradante que los propios quebequenses han erigido y que luego se han esforzado en difundir ampliamente ». Según él, «el análisis empírico de la sociedad de Quebec desmiente numerosos puntos de las tesis de la Gran Oscuridad» . Bouchard también encuentra abundantes huellas de " gran oscuridad en sociedades distintas de Quebec y aboga por un análisis más matizado, situado entre una ennegrecimiento " y un " pasado impecable ».
La historiadora Jocelyn Létourneau considera la Gran Oscuridad como un " mito-historia y define el término como «al mismo tiempo una ficción realista, un sistema de explicación y un mensaje movilizador que satisfacen una demanda de sentido, cuando no un deseo de creencia, entre sus destinatarios. Lo que explica su fuerza y asegura la persistencia del mito-historia es la conexión entre la estructura de representación y el tema representado.
El intelectual de la revolución tranquila Claude Ryan, ferviente crítico de Duplessis y partidario de la desclericalización de la sociedad quebequense, ya relativizaba el juicio generalmente negativo emitido sobre el período anterior. Según él, esta era debía analizarse en un contexto geográfico más amplio. En Canadá siguieron los sucesivos gobiernos liberales progresistas de MacKenzie King y Louis St-Laurent, y el contexto occidental posterior a la Segunda Guerra Mundial fue generalmente más receptivo a esta ideología, por lo que Ryan pidió precaución con el uso del término Gran Oscuridad  .

## Artículos relacionados
- Revolución Tranquila